# Gerlef Gleiss

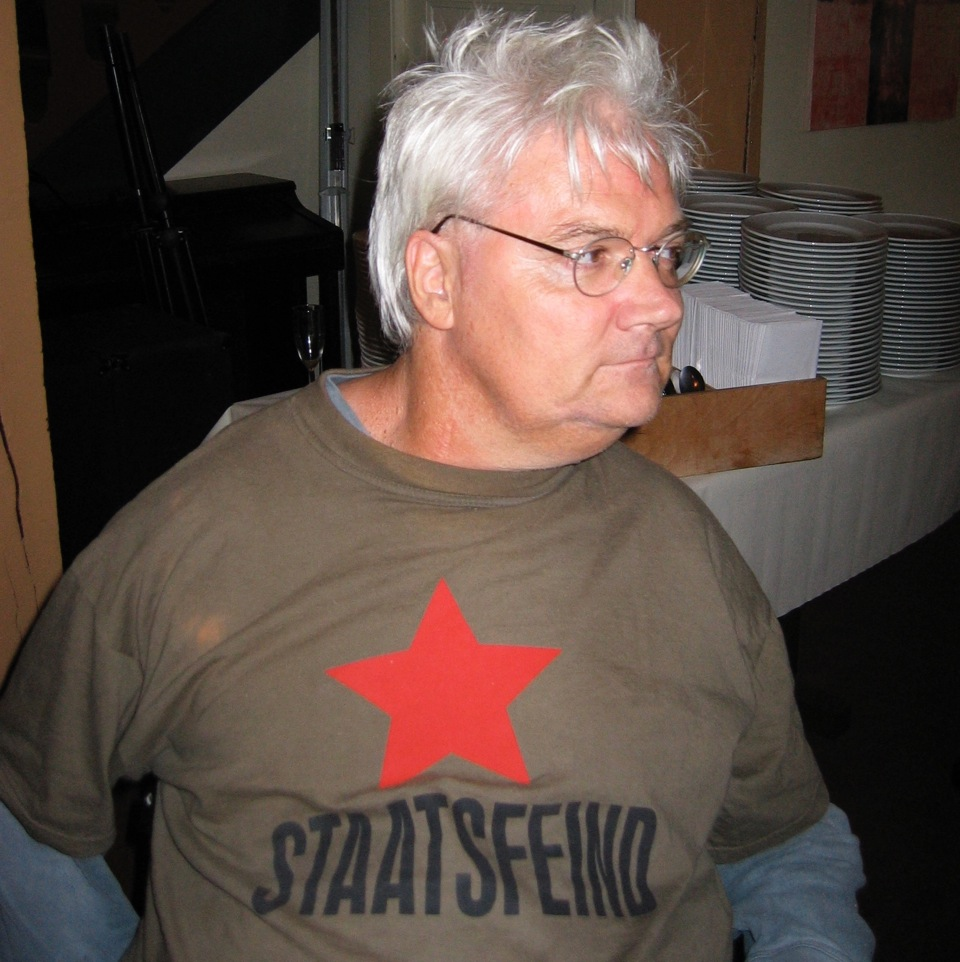
Gerlef Gleiss

Gerlef Gleiss (* 31. Dezember 1954 in Hamburg; † 5. Februar 2014 ebenda) war ein deutscher Behindertenaktivist der Behindertenbewegung und Politiker der Linkspartei. Er gilt als Mitbegründer der radikalen Behindertenbewegung, in der er mehr als 30 Jahre als Organisator von Demonstrationen und Aktionen aktiv war. Als überzeugter Trotzkist war er Mitglied des Vereinigten Sekretariats der 4. Internationale, später trat er der Partei Die Linke bei.

## Leben
Gleiss wuchs im Hamburger Stadtteil Billstedt mit fünf Geschwistern auf. Er und sein Zwillingsbruder Thies nahmen an den Schülerprotesten von 1969 teil. Im Alter von 16 Jahren traten sie der Revolutionären Kommunistischen Jugend bei, die der Vierten Internationale angehörte. Als Gerlef Gleiss 17 Jahre alt war, stürzte er während eines Frankreichurlaubs in einen Bach und brach sich die Halswirbelsäule, die Folge war eine Querschnittlähmung. Gleiss konnte die Schule nicht abschließen, da keine Hamburger Schule ihn aufnahm.

Ab 1981 engagierte Gleiss sich in der Behindertenbewegung, die sich anfangs Krüppelbewegung nannte. Das Recht auf Selbstbestimmung und Assistenz war Gleiss’ wichtigstes Thema. Ihm ging es dabei nicht nur um den politischen Kampf für ein Recht auf Selbstbestimmung und Persönliche Assistenz, sondern auch um die konkrete Umsetzung im Alltag:
„Von Beginn an war es uns aber am Wichtigsten, zu einem eigenständigen, nicht zu übersehenden und zu überhörenden politischen Faktor in der Hamburger Behindertenpolitik zu werden. Wir haben uns die ganzen Jahre über redlich bemüht, keine Gelegenheit auszulassen, mit Demonstrationen, Aktionen, Provokationen, aber auch durch kontinuierliche, konstruktive Arbeit unsere Vorstellungen, wie die Interessen behinderter Menschen vertreten werden müssen, deutlich zu machen“.
1984 gründete er zusammen mit anderen Hamburger Mitgliedern der Behindertenbewegung den Verein Autonom Leben und 1993 die Hamburger AssistenzGenossenschaft. Beide Organisationen wurden fast ausschließlich von behinderten Menschen geleitet. In der Beratungsstelle von Autonom Leben unterstützte Gleiss behinderte Menschen darin, ihr Recht auf Selbstbestimmung durchzusetzen und außerhalb von Einrichtungen möglichst selbstständig zu leben. Er war ehrenamtliches Vorstandsmitglied der Hamburger AssistenzGenossenschaft.

## Positionen
Gleiss kam durch Proteste gegen das UNO-Jahr der Behinderten 1981 zur Behindertenbewegung. Die Aktiven der linken Krüppelbewegung waren der Meinung, dass das Jahr der Behinderten kaum positive Veränderungen bringen würde, sondern lediglich an den guten Willen aller appellieren würde. Sie sorgten sich um die Anfänge ihrer Selbstorganisation. Gleiss nahm am Krüppeltribunal teil, das Menschenrechtsverletzungen in der Behindertenhilfe offenlegte.
Er bezog auch Stellung zu Euthanasie- oder Bioethik-Diskussionen. Er warnte vor einer „Selektion nach Nützlichkeit“ und sah in der Debatte um Sterbehilfe ein Einfallstor für die Infragestellung des Lebensrechts behinderter Menschen. Er forderte, das Thema auch in der Linken zu diskutieren und es nicht den Kirchen zu überlassen.
Innerhalb der Krüppelbewegung gab es Diskussionen um Gleiss, da er sich dafür aussprach, Nicht-Behinderte in die Krüppelgruppen aufzunehmen. Er schrieb 1981 in der Krüppelzeitung, es sei schwer, Behinderte von Nicht-Behinderten zu unterscheiden, da „diese kapitalistische Gesellschaft alle behindert“. Kritiker warfen ihm vor, damit die besonderen Erfahrungen von Menschen mit Behinderungen nicht zu berücksichtigen.
Gleiss lehnte es ab, Geld für Selbstbestimmt leben-Projekte von der Aktion Sorgenkind (heute Aktion Mensch) anzunehmen, da er die Unabhängigkeit gefährdet sah und sich gegen eine von ihm so genannte „Kopfstreichlermentalität“ wehrte.
Als Mitglied der Linkspartei kandidierte Gleiss 2008 erfolglos für die Hamburger Bürgerschaft, er befasste sich unter anderem mit der Hartz-IV-Gesetzgebung.